# El Alto, Jalisco
El Alto är en ort i Mexiko.   Den ligger i kommunen San Ignacio Cerro Gordo och delstaten Jalisco, i den centrala delen av landet, 400 km väster om huvudstaden Mexico City. El Alto ligger 2 072 meter över havet och antalet invånare är 123.
Terrängen runt El Alto är platt åt nordost, men åt sydväst är den kuperad. Terrängen runt El Alto sluttar österut. Runt El Alto är det ganska tätbefolkat, med 72 invånare per kvadratkilometer. Närmaste större samhälle är Arandas, 17,3 km öster om El Alto. I omgivningarna runt El Alto växer huvudsakligen savannskog.